# Цифрова телевизия в България

## Цифрова кабелна телевизия
В България някои кабелни оператори предлагат пакети с цифрови телевизионни програми от 2003 г.
По данни на Комисия за регулиране на съобщенията относителният дял на абонатите на кабелна телевизия, избрали цифров сигнал, от 2008 до 2011 г. нараства от 13% на 54%.

## Цифрова сателитна телевизия
Компаниите, предлагащи индивидуални системи със сателитна антена за приемане на телевизионни програми, излъчват изцяло цифров телевизионен сигнал. Някои от операторите предлагат и програми с HDTV качество.

## Цифрова ефирна телевизия

### Подготовка за преход към цифрова ефирна телевизия
Ефирна цифрова телевизия се излъчва експериментално в София от 2004 г. от компанията БТК, чрез нейното подразделение Национално управление „Радио и телевизионни системи“(НУРТС). През 2009 и 2010 г. лиценз за излъчване на ефирна цифрова телевизия чрез мултиплекс получават компаниите Тауърком и Хану Про. Към април 2011 г. пакетът програми включва БНТ 1, bTV и TV7. През 2012 г. лиценз за излъчване на ефирна цифрова телевизия чрез мултиплекс получава и компанията HD Media Service, а през 2013 г. лиценз за излъчване на ефирна цифрова телевизия чрез мултиплекс получава и компанията Булсатком.
Преходът от аналогова към цифрова ефирна телевизия (цифровизация) в България (първоначално с краен срок 31 декември 2012 г. както и в другите страни от Европейския съюз) е отложен първоначално за 1 септември 2013, а след това за 30 септември 2013.
В края на 2012 започва информационна кампания за цифровизацията

### Симулкаст период
На 1 март 2013 г. започна цифрово ефирно телевизионно излъчване, паралелно с продължаващото аналогово излъчване. Той продължи до 30 септември 2013 г., чрез три DVB-T мултиплекса за цялата страна и един градски мултиплекс за град София.

### Телевизионни и радио програми излъчвани чрез мултиплекси
| MUX 1                                   | „НУРТС Диджитъл“ ЕАД | България он Ер             |                         | България Ер, М-САТ Кейбъл ООД и др.                     | информационен, документален | 1 март 2013 – 1 април 2015                        | 16:9                      | български                    | Red X                                               | Green tick | bgonair.bg/tvonline                                              |
| MUX 1                                   | „НУРТС Диджитъл“ ЕАД | Европа ТВ                  |                         |                                                         | информационен               | 7 юли 2016 – 1 ноември 2016                       | 16:9                      | български                    | Red X                                               | Green tick | Red X                                                            |
| MUX 1                                   | „НУРТС Диджитъл“ ЕАД | Фолклор ТВ                 |                         | Q Music медия груп/D&K медия груп                       | музикален, документален     | 9 юни 2016 – 1 ноември 2016                       | 16:9                      | български                    | Red X                                               | Green tick | Red X                                                            |
| MUX 2                                   | „НУРТС Диджитъл“ ЕАД | bTV                        |                         | Central European Media Enterprises /БТВ Медия Груп ЕАД/ | политематичен               | 1 март 2013 – сега                                | 16:9                      | български                    | Red X                                               | Green tick | btvplus.bg/live                                                  |
| MUX 2                                   | „НУРТС Диджитъл“ ЕАД | Нова телевизия             |                         | Modern Times Group /Нова Броудкастинг Груп ЕАД/         | политематичен               | 1 март 2013 – сега                                | 16:9                      | български                    | Red X                                               | Green tick | nova.bg/live                                                     |
| MUX 2                                   | „НУРТС Диджитъл“ ЕАД | TV7                        |                         | Alegro Capital /7 Медия Груп ЕАД/                       | политематичен               | 1 март 2013 – 11 декември 2015                    | 16:9                      | български                    | Red X                                               | Green tick | tv7.bg                                                           |
| MUX 2                                   | „НУРТС Диджитъл“ ЕАД | News7                      |                         | Alegro Capital /7 Медия Груп ЕАД/                       | информационен               | 7 март 2013 – 24 юли 2015 до 7 март 2013 като BBT | 16:9                      | български                    | Red X                                               | Green tick | Red X                                                            |
| MUX 2                                   | „НУРТС Диджитъл“ ЕАД | България он Ер             |                         | България Ер, М-САТ Кейбъл ООД и др.                     | информационен, документален | 1 април 2015 – 29 април 2020                      | 16:9                      | български                    | Red X                                               | Green tick | bgonair.bg/tvonline                                              |
| MUX 2                                   | „НУРТС Диджитъл“ ЕАД | bTV Lady (+1)*             |                         | Central European Media Enterprises /БТВ Медия Груп ЕАД/ | развлекателен               | 30 септември 2013 – 27 май 2014                   | 16:9                      | български                    | Red X                                               | Green tick | Red X                                                            |
| MUX 2                                   | „НУРТС Диджитъл“ ЕАД | RING.BG (+1)*              |                         | Central European Media Enterprises /БТВ Медия Груп ЕАД/ | спортен                     | 30 септември 2013 – 27 май 2014                   | 16:9                      | български                    | Red X                                               | Green tick | Red X                                                            |
| MUX 2                                   | „НУРТС Диджитъл“ ЕАД | Диема Фемили (+1)*         |                         | Modern Times Group /Нова Броудкастинг Груп ЕАД/         | развлекателен               | 30 септември 2013 – 30 септември 2014             | 16:9                      | български                    | Red X                                               | Green tick | Red X                                                            |
| MUX 2                                   | „НУРТС Диджитъл“ ЕАД | БНТ 1                      |                         | Българска национална телевизия                          | политематичен               | 10 декември 2016 – сега                           | 16:9 SD                   | български                    | Green tick                                          | Green tick | tv.bnt.bg                                                        |
| MUX 2                                   | „НУРТС Диджитъл“ ЕАД | БНТ 2                      |                         | Българска национална телевизия                          | политематичен, регионален   | 10 декември 2016 – сега                           | 16:9 SD                   | български                    | Red X                                               | Green tick | tv.bnt.bg/bnt2                                                   |
| MUX 2                                   | „НУРТС Диджитъл“ ЕАД | БНТ 3                      |                         | Българска национална телевизия                          | спортно-развлекателен       | 10 декември 2016 – сега                           | 16:9 SD                   | български                    | Red X                                               | Green tick | tv.bnt.bg/bnt3                                                   |
| MUX 3 (национални обществени оператори) | „Фърст Диджитъл“ ЕАД | БНТ 1                      |                         | Българска национална телевизия                          | политематичен               | 1 март 2013 – 10 декември 2016                    | 16:9                      | български                    | Green tick                                          | Green tick | tv.bnt.bg                                                        |
| MUX 3 (национални обществени оператори) | „Фърст Диджитъл“ ЕАД | БНТ 1 HD                   |                         | Българска национална телевизия                          | политематичен               | 1 март 2013 – 10 декември 2016                    | 16:9                      | български                    | Red X                                               | Green tick | Red X                                                            |
| MUX 3 (национални обществени оператори) | „Фърст Диджитъл“ ЕАД | БНТ 2                      |                         | Българска национална телевизия                          | политематичен, регионален   | 1 март 2013 – 10 декември 2016                    | 16:9                      | български                    | Red X                                               | Green tick | tv.bnt.bg                                                        |
| MUX 3 (национални обществени оператори) | „Фърст Диджитъл“ ЕАД | БНТ HD                     |                         | Българска национална телевизия                          | спортно-развлекателен       | 7 февруари 2014 – 10 декември 2016                | 16:9 SD                   | български                    | Red X                                               | Green tick | tv.bnt.bg                                                        |
| MUX 3 (национални обществени оператори) | „Фърст Диджитъл“ ЕАД | БНТ Свят                   |                         | Българска национална телевизия                          | политематичен, диаспора     | 1 март 2013 – 2 март 2013                         | 16:9                      | български                    | Red X                                               | Red X      | tv.bnt.bg/bnt4                                                   |
| Регионална мрежа                        |                      |                            |                         |                                                         |                             |                                                   |                           |                              |                                                     |            |                                                                  |
| MUX BUL12-1 (регионален за София-град)  | „НУРТС България“     | БНТ 1                      |                         | Българска национална телевизия                          | политематичен               | 1 март 2013 – сега                                | 16:9                      | български                    | Red X                                               | Green tick | tv.bnt.bg                                                        |
| MUX BUL12-1 (регионален за София-град)  | „НУРТС България“     | The Voice                  |                         | A.E. Best Success Services Bulgaria                     | музикален                   | 1 март 2013 –                                     | bgcolor="#ffff66" \| 16:9 | (музика) английски български | Red X                                               | Green tick | thevoice.bg/stream                                               |
| MUX BUL12-1 (регионален за София-град)  | „НУРТС България“     | VTV                        |                         | Веста Холдинг ЕАД                                       | документален, екологичен    | 1 март 2013 —1 ноември 2016                       | 4:3                       | български                    | Red X                                               | Green tick | www.vtv.bg                                                       |
| MUX BUL12-1 (регионален за София-град)  | „НУРТС България“     | Алфа                       |                         | ПП Атака                                                | информационен, документален | 1 април 2014 – 2015                               | 4:3                       | български                    | Red X                                               | Green tick | www.ataka.tv Архив на оригинала от 2013-04-30 в Wayback Machine. |
| MUX BUL12-1 (регионален за София-град)  | „НУРТС България“     | България он Ер             |                         | България Ер, М-САТ Кейбъл ООД и др.                     | информационен, документален | 1 април 2015 –                                    | 16:9                      | български                    | Red X                                               | Green tick | bgonair.bg/tvonline                                              |
| MUX BUL12-1 (регионален за София-град)  | „НУРТС България“     | Европа ТВ                  |                         |                                                         | информационен               | 1 март 2013 – 7 юли 2016 1 ноември 2016 – сега    | 16:9                      | български                    | Red X                                               | Green tick | Red X                                                            |
| MUX BUL12-1 (регионален за София-град)  | „НУРТС България“     | Фолклор ТВ                 |                         | Q Music медия груп/D&K медия груп                       | музикален, документален     | декември 2016 – сега                              | 16:9                      | български                    | Red X                                               | Green tick | Red X                                                            |
| MUX BUL12-1 (регионален за София-град)  | „НУРТС България“     | Фен ТВ                     |                         | Фен Ти Ви ООД                                           | музикален                   | декември 2016 – сега                              | 16:9                      | български, други             | Red X                                               | Green tick | Red X                                                            |
| Хоризонт                                |                      | Българско национално радио | информационен музикален | 6 март 2013 – сега                                      | stereo                      | български                                         | Red X                     | Red X                        | Архив на оригинала от 2015-03-21 в Wayback Machine. |            | binar.bg/programa-horizont/                                      |
| Христо Ботев                            |                      | Българско национално радио | култура музикален       | 6 март 2013 – сега                                      | stereo                      | български                                         | Red X                     | Red X                        | Архив на оригинала от 2015-03-18 в Wayback Machine. |            | binar.bg/programa-hristo-botev/                                  |

|  | — свободен ТВ канал |  | — кодиран ТВ канал          |  | — изключен ТВ канал     |
|  | — радио програма    |  | — SDTV стандартна резолюция |  | — HDTV висока резолюция |

* програмата на каналите се излъчва ефирно с 1 час закъснение (+1)

## Предавателни мрежи за цифрова ефирна телевизия в България
| Зона                 | Предаватели | Мултиплекс | Канал (Честота, MHz) |
| -------------------- | --- | ---------- | -------------------- |
| BUL01 – Видин        | Белоградчик, Берковица, Видин, Враца, Гъмзово, Елисейна, Козлодуй, Лом, Мездра, Мизия, Монтана, Оряхово, Чипровци | MUX 1      | 32 (562)             |
| BUL01 – Видин        | Белоградчик, Берковица, Видин, Враца, Гъмзово, Елисейна, Козлодуй, Лом, Мездра, Мизия, Монтана, Оряхово, Чипровци | MUX 2      | 49 (698)             |
| BUL01 – Видин        | Белоградчик, Берковица, Видин, Враца, Гъмзово, Елисейна, Козлодуй, Лом, Мездра, Мизия, Монтана, Оряхово, Чипровци | MUX 3      | 53 (730)             |
| BUL02 – Плевен       | Априлци, Байкал, Белене, Български извор, Гулянци, Етрополе, Калейца, Кнежа, Ловеч, Луковит, Никопол, Новачене, Орешак, Петърница, Плевен, Правец, Роман, Тетевен, Троян, Червен бряг, Ябланица                                  | MUX 1      | 51 (714)             |
| BUL02 – Плевен       | Априлци, Байкал, Белене, Български извор, Гулянци, Етрополе, Калейца, Кнежа, Ловеч, Луковит, Никопол, Новачене, Орешак, Петърница, Плевен, Правец, Роман, Тетевен, Троян, Червен бряг, Ябланица                                  | MUX 2      | 57 (762)             |
| BUL02 – Плевен       | Априлци, Байкал, Белене, Български извор, Гулянци, Етрополе, Калейца, Кнежа, Ловеч, Луковит, Никопол, Новачене, Орешак, Петърница, Плевен, Правец, Роман, Тетевен, Троян, Червен бряг, Ябланица                                  | MUX 3      | 41 (634)             |
| BUL03 – Русе         | Бутово, Бяла, Велико Търново, Ветово, Габрово, Горна Оряховица, Дебелец, Дряново, Елена, Златарица, Килифарево, Козловец, Опака, Плачковци, Полски Тръмбеш, Русе, Свищов, Севлиево, Сеново, Стражица, Трявна, Цар Калоян, Ценово | MUX 1      | 26 (514)             |
| BUL03 – Русе         | Бутово, Бяла, Велико Търново, Ветово, Габрово, Горна Оряховица, Дебелец, Дряново, Елена, Златарица, Килифарево, Козловец, Опака, Плачковци, Полски Тръмбеш, Русе, Свищов, Севлиево, Сеново, Стражица, Трявна, Цар Калоян, Ценово | MUX 2      | 49 (698)             |
| BUL03 – Русе         | Бутово, Бяла, Велико Търново, Ветово, Габрово, Горна Оряховица, Дебелец, Дряново, Елена, Златарица, Килифарево, Козловец, Опака, Плачковци, Полски Тръмбеш, Русе, Свищов, Севлиево, Сеново, Стражица, Трявна, Цар Калоян, Ценово | MUX 3      | 58 (770)             |
| BUL04 – Шумен        | Алфатар, Велики Преслав, Върбица, Главиница, Каолиново, Каспичан, Котел, Нови Пазар, Попина, Попово, Разград, Силистра, Смядово, Соколарци, Тутракан, Търговище, Шумен                                                           | MUX 1      | 28 (530)             |
| BUL04 – Шумен        | Алфатар, Велики Преслав, Върбица, Главиница, Каолиново, Каспичан, Котел, Нови Пазар, Попина, Попово, Разград, Силистра, Смядово, Соколарци, Тутракан, Търговище, Шумен                                                           | MUX 2      | 40 (626)             |
| BUL04 – Шумен        | Алфатар, Велики Преслав, Върбица, Главиница, Каолиново, Каспичан, Котел, Нови Пазар, Попина, Попово, Разград, Силистра, Смядово, Соколарци, Тутракан, Търговище, Шумен                                                           | MUX 3      | 51 (714)             |
| BUL05 – Варна        | Белослав, Бяла, Варна, Генерал Тошево, Девня, Добрич, Дългопол, Кайнарджа, Константиново, Обзор, Провадия, Тервел, Шабла | MUX 1      | 22 (482)             |
| BUL05 – Варна        | Белослав, Бяла, Варна, Генерал Тошево, Девня, Добрич, Дългопол, Кайнарджа, Константиново, Обзор, Провадия, Тервел, Шабла | MUX 2      | 29 (538)             |
| BUL05 – Варна        | Белослав, Бяла, Варна, Генерал Тошево, Девня, Добрич, Дългопол, Кайнарджа, Константиново, Обзор, Провадия, Тервел, Шабла | MUX 3      | 27 (522)             |
| BUL06 – Бургас       | Айтос, Ахтопол, Бургас, Българово, Каблешково, Малко Търново, Несебър, Приморско, Факия, Царево | MUX 1      | 42 (642)             |
| BUL06 – Бургас       | Айтос, Ахтопол, Бургас, Българово, Каблешково, Малко Търново, Несебър, Приморско, Факия, Царево | MUX 2      | 47 (682)             |
| BUL06 – Бургас       | Айтос, Ахтопол, Бургас, Българово, Каблешково, Малко Търново, Несебър, Приморско, Факия, Царево | MUX 3      | 55 (746)             |
| BUL07 – Стара Загора | Градец, Елхово, Карнобат, Мъглиж, Нова Загора, Сливен, Стара Загора, Твърдица, Ямбол | MUX 1      | 22 (482)             |
| BUL07 – Стара Загора | Градец, Елхово, Карнобат, Мъглиж, Нова Загора, Сливен, Стара Загора, Твърдица, Ямбол | MUX 2      | 37 (602)             |
| BUL07 – Стара Загора | Градец, Елхово, Карнобат, Мъглиж, Нова Загора, Сливен, Стара Загора, Твърдица, Ямбол | MUX 3      | 64 (818)             |
| BUL08 – Кърджали     | Димитровград, Джебел, Ивайловград, Кърджали, Маджарово, Маказа, Свиленград, Тополовград, Харманли, Хасково | MUX 1      | 26 (514)             |
| BUL08 – Кърджали     | Димитровград, Джебел, Ивайловград, Кърджали, Маджарово, Маказа, Свиленград, Тополовград, Харманли, Хасково | MUX 2      | 42 (642)             |
| BUL08 – Кърджали     | Димитровград, Джебел, Ивайловград, Кърджали, Маджарово, Маказа, Свиленград, Тополовград, Харманли, Хасково | MUX 3      | 45 (666)             |
| BUL09 – Пловдив      | Белово, Ветрен, Долна баня, Душанци, Казанлък, Карлово, Клисура, Копривщица, Костенец, Момин проход, Панагюрище, Пловдив, Стрелча                                                                                                | MUX 1      | 25 (506)             |
| BUL09 – Пловдив      | Белово, Ветрен, Долна баня, Душанци, Казанлък, Карлово, Клисура, Копривщица, Костенец, Момин проход, Панагюрище, Пловдив, Стрелча                                                                                                | MUX 2      | 35 (586)             |
| BUL09 – Пловдив      | Белово, Ветрен, Долна баня, Душанци, Казанлък, Карлово, Клисура, Копривщица, Костенец, Момин проход, Панагюрище, Пловдив, Стрелча                                                                                                | MUX 3      | 41 (634)             |
| BUL10 – Смолян       | Ардино, Баните, Барутин, Батак, Борино, Брацигово, Велинград, Девин, Дорково, Доспат, Златоград, Лъки, Мадан, Михалково, Неделино, Рудозем, Света Петка, Смилян, Смолян, Сърница, Триград, Хвойна, Чепеларе                      | MUX 1      | 34 (578)             |
| BUL10 – Смолян       | Ардино, Баните, Барутин, Батак, Борино, Брацигово, Велинград, Девин, Дорково, Доспат, Златоград, Лъки, Мадан, Михалково, Неделино, Рудозем, Света Петка, Смилян, Смолян, Сърница, Триград, Хвойна, Чепеларе                      | MUX 2      | 49 (698)             |
| BUL10 – Смолян       | Ардино, Баните, Барутин, Батак, Борино, Брацигово, Велинград, Девин, Дорково, Доспат, Златоград, Лъки, Мадан, Михалково, Неделино, Рудозем, Света Петка, Смилян, Смолян, Сърница, Триград, Хвойна, Чепеларе                      | MUX 3      | 58 (770)             |
| BUL11 – София        | Бобов дол, Брезник, Годеч, Гюешево, Драгоман, Дупница, Земен, Ихтиман, Кюстендил, Лакатник, Самоков, Своге, София, Трън | MUX 1      | 23 (490)             |
| BUL11 – София        | Бобов дол, Брезник, Годеч, Гюешево, Драгоман, Дупница, Земен, Ихтиман, Кюстендил, Лакатник, Самоков, Своге, София, Трън | MUX 2      | 40 (626)             |
| BUL11 – София        | Бобов дол, Брезник, Годеч, Гюешево, Драгоман, Дупница, Земен, Ихтиман, Кюстендил, Лакатник, Самоков, Своге, София, Трън | MUX 3      | 52 (722)             |
| BUL12 – София-град   | София | MUX 12     | 27 (522)             |
| BUL13 – Благоевград  | Благоевград, Бобошево, Гоце Делчев, Елешница, Кресна, Мелник, Разлог, Рила, Симитли, Якоруда | MUX 1      | 31 (554)             |
| BUL13 – Благоевград  | Благоевград, Бобошево, Гоце Делчев, Елешница, Кресна, Мелник, Разлог, Рила, Симитли, Якоруда | MUX 2      | 29 (538)             |
| BUL13 – Благоевград  | Благоевград, Бобошево, Гоце Делчев, Елешница, Кресна, Мелник, Разлог, Рила, Симитли, Якоруда | MUX 3      | 33 (570)             |
| BUL14 – Варна-град   | Варна |            |                      |
| BUL15 – Странджа     | Малко Търново | MUX 1      | 42 (642)             |
| BUL15 – Странджа     | Малко Търново | MUX 2      | 47 (682)             |
| BUL15 – Странджа     | Малко Търново | MUX 3      | 55 (746)             |

## Цифрова телевизия за българи в чужбина: Растящ пазар и нови платформи
Цифровата телевизия за българи в чужбина е динамичен пазар, който се развива бързо през последните години. Въпреки че няма много публично внимание, интересът към българско съдържание извън страната нараства значително. През 2024 г. около 2.8 милиона българи живеят в чужбина, като много от тях търсят достъп до родни телевизионни програми .
Основните платформи, които предлагат легално гледане на български канали, включват Elemental.tv и bgtime.tv, които комбинират телевизионни пакети с мобилни приложения и интеграция със смарт телевизори. Elemental.tv, например, има близо 428 000 посещения месечно. Въпреки че пазарът на сателитна телевизия остава силен, инсталацията на сателитни антени е все по-проблематична, което насърчава преминаването към интернет базирани платформи.
През 2024 г. Elemental.tv бе придобита от United Group, което се очаква да доведе до подобряване на качеството на стрийминга и потребителското изживяване. Това придобиване подчертава нарастващото значение на дигиталната телевизия за българите по света.